# Varaždin
Varaždin (niem. Warasdin, węg. Varasd, łac. Varasdinum) – miasto w północnej Chorwacji, w pobliżu granic z Węgrami i Słowenią. Stolica żupanii varażdińskiej, siedziba miasta Varaždin. Jest położony nad Drawą, 81 km na północ od Zagrzebia. W 2011 roku liczył 38 839 mieszkańców.
Przez krótki czas (1756-1776) Varaždin był stolicą Chorwacji. Miasto znane z barokowej architektury. Posiada rozwinięty przemysł metalowy, odzieżowy, skórzano-obuwniczy oraz meblarski.

## Zabytki
- twierdza Stari Grad (określana jako Stare Miasto) – biała, XVI-wieczna budowla[3]
- XVII-wieczny pałac, w którym znajduje się Galeria Sztuki
- Plac franciszkański (chor. Franjevački Trg)
- franciszkański kościół św. Jana Chrzciciela z XVIII-wiecznymi freskami
- Plac króla Tomisława (chor. Trg kralja Tomislava)
- ratusz datowany na 1553 r.
- dom Jaccominta – stary sklep cukierniczy
- katedra pod wezwaniem Wniebowzięcia NMP z 1646 r.
- Muzeum Entomologiczne

## Sport
- W mieście znajduje się hala sportowa Varaždin Arena, w której Reprezentacja Polski w piłce ręcznej mężczyzn rozgrywała swoje mecze grupowe podczas mistrzostw świata 2009.
- W mieście również znajduje się klub piłkarski NK Varaždin występujący w Druga HNL – drugiej lidze chorwackiej. Swoje mecze rozgrywa na stadionie Anđelko Herjaveca.
- W 1989 odbyły się tutaj lekkoatletyczne mistrzostwa Europy juniorów.

## Miasta partnerskie
- Auxerre, Francja
- Bad Radkersburg, Austria
- Montale, Włochy
- Ptuj, Słowenia
- Pula, Chorwacja
- Ravensburg, Niemcy
- Szafuza, Szwajcaria
- Trnawa, Słowacja
- Zalaegerszeg, Węgry